# 勅許自治都市

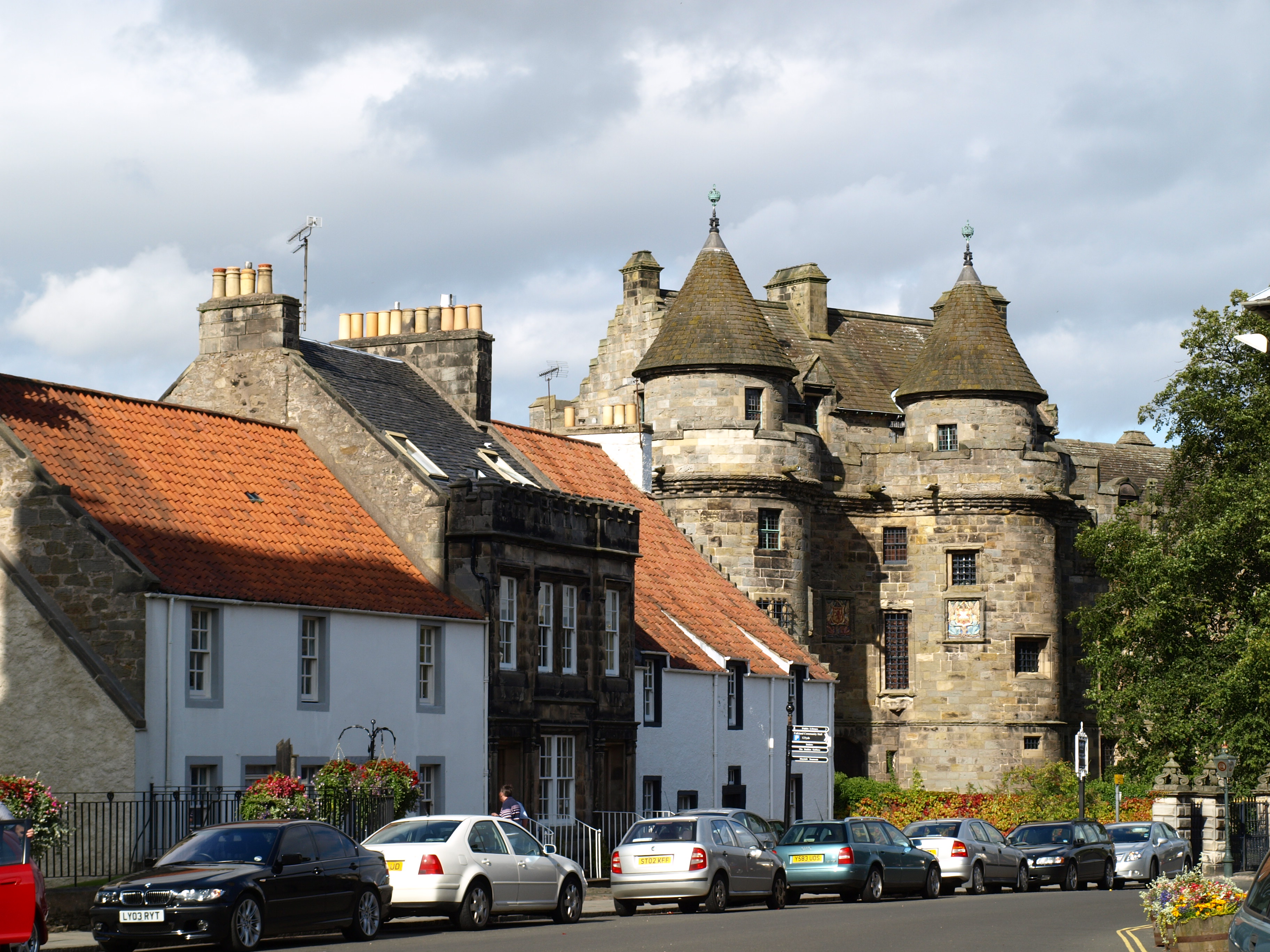
フォークランド（1458年に勅許自治都市の地位を得た）

勅許自治都市（ちょっきょじちとし、英語：Royal burgh）とは、設立前後にスコットランド国王からの勅許によって自治権を認められた、スコットランドの自治都市の一種である。1975年に法律（Local Government (Scotland) Act 1973）で廃止されたが、この用語は未だ多くの旧勅許自治都市で使用されている。
ほとんどの勅許自治都市は君主の勅許によるものか、もしくは男爵領自治都市（英語版）などのような地方領主の自治都市から格上げされた自治都市である。自治都市には個別の階級があったが、勅許自治都市は元が王家の土地であること、そして勅許が許した様々な特権によって、外国貿易を独占し利益を上げた。
各自治都市の重要文書である自治都市令は、それぞれの自治都市が以前に君主によって（恐らく口頭で）与えられた特権を確認する為に発行された。民事・刑事裁判の広範な権限、スコットランド議会への発言権、現在の市議会議員と同じ役割であるベイリー（en:Bailie）を指名できた 。スコットランド王国がイングランド王国と合併した1707年には、勅許自治都市は70都市存在した。
1832年改革法（第1回選挙法改正）による腐敗選挙区の改革に続き、1833年勅許自治都市法ではそれまで勅許自治都市を支配していた市議会の選挙が改革され、現在のような議員選出方式が導入された。

## はじまり
スコットランドにおいてはデイヴィッド1世の治世以前は「街」は存在しておらず、最も近いといえるものはダンケルドやセント・アンドリュースのような大きな修道院や重要な要塞などの周囲の人口の集中する所であった。ロージアン地方以外では、散乱した集落が極少数存在していたのみであり、それを除けば大陸風の核となる村はなかった。最古の自治都市は1124年までに設置されたベリックとロックスバラであり、1130年までにはスターリング、ダンファームリン、パース、スクーン、エディンバラの5つの勅許自治都市が新たに設置された。また、同年に行われたマレーの征服の結果としてエルギンとフォレスの2つの勅許自治都市が設置されており、これらに加え、以後デイヴィッド1世の死までにセント・アンドリュース、モントローズ、アバディーンが勅許自治都市となっている。

## 特権
勅許自治都市には、さまざまな特権が与えられたので、ここに簡単に説明する。

### 裁判管轄権
- 民事事件では、自治都市裁判所が独占的な管轄権を保有し、国王の審判廷とは独自の発展を遂げたが、その発展は勅許の許す範囲で行われた。また、判決が不服の者は審判廷に上告することが許されていた。
- 刑事事件では、自治都市裁判所では行われず国王の巡回裁判所で行われ、その裁判には12名の市民を参加させる特権を所有した。

### 商業特権
市場使用料などの商業に関わる物事に、勅許が許す範囲で税金をかける権利が与えられた。

### 課税権
城砦・橋・道の補修費用に当てる為の課税を行う権利。しかし、課税する為に王の勅許が必要な為、ほとんど与えられることは無かった。

### 条例制定権
自治都市が発展するに伴い発生する様々な問題を対処する条例を発行する権利。この条例は自治都市裁判所によって強制された。

### ギルドに与えられる特権
市場使用料などの免除、それらを有効に活用するギルドを結成する権利。

### 参事会をもつ特権
市民参加の合議組織はあったが、上述の特権のように自治都市裁判所が自治都市内の特権を管理していた。自治都市の拡大複雑化に伴い条例の制定や裁判が増大したため、14世紀に参事会組織と裁判所に分化した。